# عمل أهل الكوفة

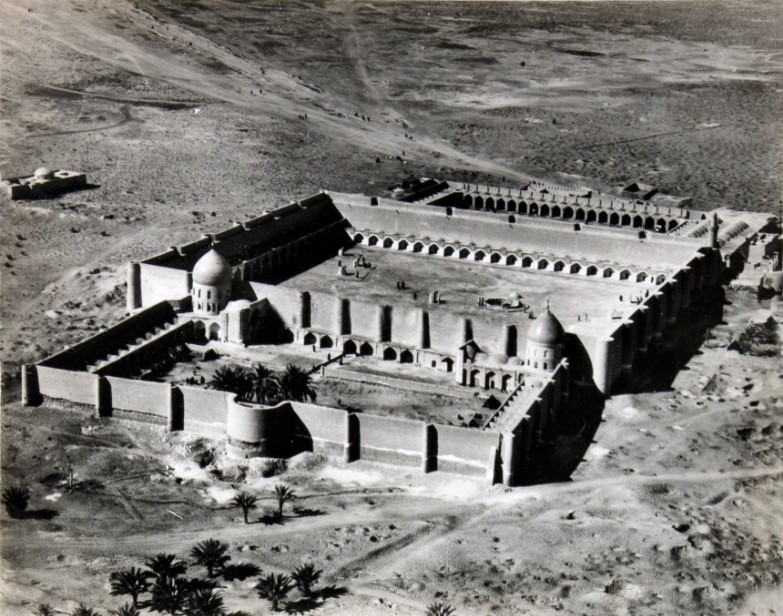
صورة لجامع الكوفة سنة 1915

خارطة عراق العرب وفيها مدينة الكوفة

عمل أهل الكوفة هو مسألة في أصول الفقه الإسلامي، تُعدّ الدليل السادس في القسم الثانوي المختلف في صحته من مصادر التشريع، يُذكر فيها درجة حُجّية الاستشهاد بعمل أهل الكوفة منذ أن توطّن بعض الصحابة فيها في القرن الأول الهجري، حتى زمان إمامِ الفقه الحنفي أبي حنيفة النعمان المتوفى سنة 150 الهجرية الموافقة سنة 767 الميلادية، قَالَ الْعجلِيّ "نزل الْكُوفَةَ ألفٌ وَخَمْسمِائةٍ من أَصْحَاب النَّبِي صلى الله عَلَيْهِ وَسلم"، ذُكر أن عمل أهل الكوفة الموصول لأصحاب رسول الله -صلى الله عليه وسلم- هو حجة، قال مشهور بن حسن آل سلمان "حجية عمل أهل المدينة هو الذي اشتهر وشاع بين طلبة العلم بالاعتبار، بخلاف عمل أهل الكوفة"، وقال محمد بن سليمان الأشقر في كتابه (الواضح في أصول الفقه للمبتدئين "والذي يأخذ بإجماع أهل الكوفة يحتج بمثل ما يحتج لقول مالك بإجماع أهل المدينة ويقول إن الكوفة هي التي استقرّ بها بعد فتح العراق أغلبية الصحابة وعلمهم وعملهم بها متوارث"، نقل عن الجرجاني من الأحناف أنه « يرجّح بعمل أهل الكوفة إلى زمن أبي حنيفة قبل ظهور البدع، لأن أمراء بني مروان غلبوا على المدينة، والكوفة، وكان فيهم تغییر لشيء من الشريعة"، قال مشهور بن حسن آل سلمان "فقه الإمام أبي حنيفة بالجملة مستنبط من فقهاء الكوفة، من طبقة التابعين والصحابة -رضوان الله تعالى عليهم"،  قال الناجي لمين في كتابه (الإمام محمد بن عبد الرحمن بن أبي ليلى وأصوله) "الفصل الثاني الأدلة الإجمالية المختلف في صحتها المبحث الأول: أخذُ ابنِ أبي ليلى بعمل أهل الكوفة، اشتهرَ عن مالك أنه كان يأخذ بعمل أهل بلده: المدينة، والحقيقة أن مراعاة عمل أهل البلد وما عليه فقهائها لا يخص مالكا وحده، بل كان ذلك قبل الشافعي منهجا سائدا في القضاء والفتوى، واشتهار الإمام مالك بالأخذ بعمل أهل المدينة دون غيره يرجع في نظري إلى أسباب، أهمها أن مالك رحمه الله جعله أصلا قائما بذاته ، له ملامح واضحة ، وأكثر من ذكر ذلك في موطئه ؛ وأنه اعتبر الناس تبعا للمدينة وأهلها، لما ورد في فضلها من نصوص"، وقال الناجي لمين "فالعادة – إذن – أن الفقهاء كانوا يقلدون من سبقهم من العلماء : الصحابة فمن بعدهم . والغالب كذلك أن كل جماعة من فقهاء البلد تختار تقليد عالم من علمائها السابقين لا تعدوه إلا بدليل صحيح صريح، قال ابن عبد البر : « وأما جمهور أهل العراق فيذهبون إلى قول علي في فرائض المواريث لا يعدونه إلا باليسير النادر، كما صنع أهل الحجاز بمذهب زيد في ذلك ( أي في فرائض المواريث ) . ومن خالف زيدا من الحجازيين أو خالف عليا من العراقيين فقليل"، قال الزركشي في كتابه البحر المحيط "واختلف أصحابنا في عمل أهل الكوفة والبصرة إذا انضاف إلى إحدى الروايتين ولم يكن مع الأخرى عمل أهل الحجاز ولا الكثير الظاهر، فقيل : موافقة العمل من هذه الجهة يوجب التقديم ويرجح، وقال الأكثرون إنه لا يكون ترجيحا". وإن بدا أن حديثين نبويين متعارضان فإن عمل أهل الكوفة إن كان موافقاً لأحد الحديثين المتعارضين فإن أبا حنيفة رأى أن الحديث النبوي الذي يوافقه عملُ أهل الكوفة فله التقديم، وقال القاضي أبو يعلى إن الحديث النبوي "إن اقترن به عمل أهل الكوفة، لم يقدم به، خلافا لأصحاب أبى حنيفة، فيما حكاه الجرجاني في أصوله: أنه يقدم بعمل أهل الكوفة إلى زمن أبي حنيفة، قبل ظهور البدع؛ لأن أمراء بني مروان غلبوا على المدينة والكوفة، وكان فيهم تغير شيء من الشريعة، وإنما لم نرجح بذلك؛ لأنه بلد من البلاد، فلم يرجح نقل أهله كسائر البلاد، وخالفَ الشافعيُّ مالكاً في عمل أهل المدينة، وأبا حنيفة في عمل أهل الكوفة. وقالت اللجنة الدائمة للإفتاء بالسعودية "ليس عمل أهل المدينة ولا قولهم حجة تثبت بها الأحكام الشرعية فيما ذكرت، وليس عمل أهل مكة ولا عمل أهل الكوفة ولا غيرهن من البلاد حجة أيضاً تثبت بها الأحكام، دائماً الحجة في الكتاب والسنة وإجماع المجتهدين من علماء هذه الأمة".